# Коприва (род)
Коприва (лат. Urtica) је род скривеносеменица из породице Urticaceae. Најпознатија врста је Urtica dioica.
Коприве су зељасте биљке и могу бити једногодишње и вишегодишње. Углавном расту као коров, а неке се користе у исхрани.

## Врсте
За сада у овај род спадају 53 врсте, мада неколицина има нерешен статус.
1. Urtica aspera
2. Urtica atrichocaulis
3. Urtica atrovirens
4. Urtica australis
5. Urtica ballotifolia
6. Urtica berteroana
7. Urtica bianorii
8. Urtica bullata
9. Urtica cannabina
10. Urtica chamaedryoides
11. Urtica chengkouensis
12. Urtica circularis
13. Urtica dioica
14. Urtica domingensis
15. Urtica echinata
16. Urtica ferox
17. Urtica fissa
18. Urtica flabellata
19. Urtica fragilis
20. Urtica galeopsifolia
21. Urtica glandulifera
22. Urtica glomeruliflora
23. Urtica gracilenta
24. Urtica gracilis
25. Urtica granulosa
26. Urtica himalayensis
27. Urtica hyperborea
28. Urtica incisa
29. Urtica kioviensis
30. Urtica lalibertadensis'
31. Urtica laurifolia
32. Urtica leptophylla
33. Urtica lilloi
34. Urtica lobata
35. Urtica macbridei
36. Urtica magellanica
37. Urtica mairei
38. Urtica malipoensis
39. Urtica masafuerae
40. Urtica massaica
41. Urtica membranacea
42. Urtica membranifolia
43. Urtica mexicana
44. Urtica minutifolia
45. Urtica morifolia
46. Urtica neubaueri
47. Urtica × oblongata
48. Urtica papuana
49. Urtica perconfusa
50. Urtica peruviana
51. Urtica pilulifera
52. Urtica platyphylla
53. Urtica portosanctana
54. Urtica praetermissa
55. Urtica pseudomagellanica
56. Urtica pubescens
57. Urtica rubricaulis
58. Urtica rupestris
59. Urtica sansibarica
60. Urtica simensis
61. Urtica sondenii
62. Urtica spatulata
63. Urtica spirealis
64. Urtica stachyoides
65. Urtica subincisa
66. Urtica sykesii
67. Urtica taiwaniana
68. Urtica thunbergiana
69. Urtica triangularis
70. Urtica trichantha
71. Urtica urens
72. Urtica urentivelutina
73. Urtica wallichiana